# Stanton (Delaware)

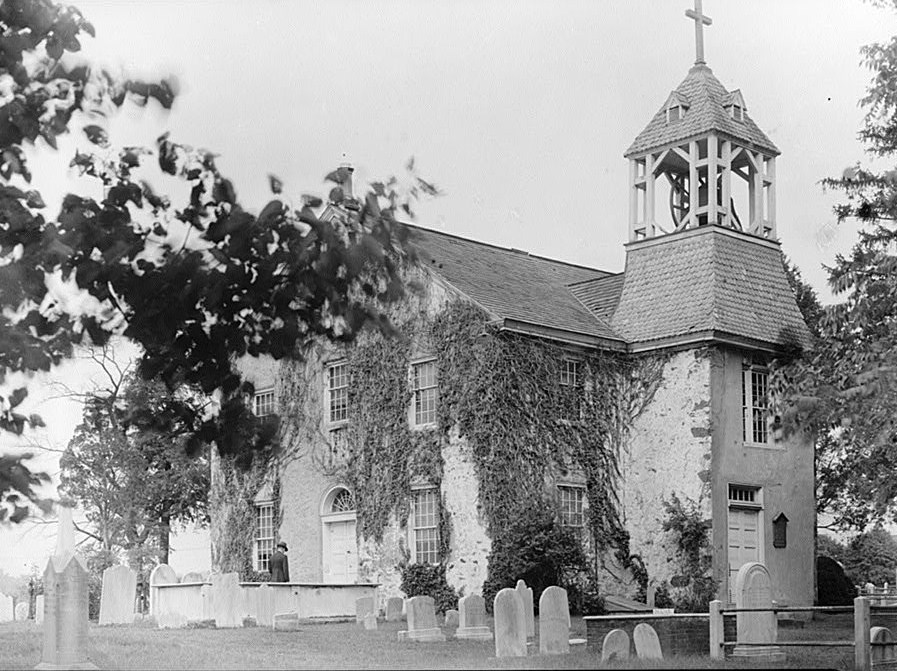
Die evangelische Jakobskirche

Stanton ist eine unincorporated community im US-Bundesstaat Delaware. 

## Geographie
Stanton liegt nahe der Grenze zu Piedmont an den Ufern des Red Clay Creek.

## Geschichte
Vor der Ankunft der Siedler aus Europa zogen regelmäßig Ureinwohner durch das Gebiet. Bei der Clyde Farm südwestlich des Ortes befindet sich heute eine archäologische Ausgrabungsstätte. Stanton wurde um 1679 erstmals besiedelt und war damit die erste Siedlung in Mill Creek Hundred. Rundherum war das Land von Wassermühlen geprägt und ein Feldweg führte von Chester County in Pennsylvania bis an die Ufer des Red Clay Creek.
Der ursprüngliche Name lautete „Cuckoldstown“, der vielleicht als Name für ein Gasthaus diente, in dem illegale Rendezvous stattfanden. Später wurde das Dorf nach Stephen Stanton, einem prominenten Grundbesitzer im Dorf, umbenannt.
Im August 1777 ließ George Washington in der Gegend Befestigungsanlagen errichten, da er die Landung britischer Truppen am Head of Elk (heute Elton) (Maryland) im Amerikanischen Unabhängigkeitskrieg erwartete. Aus diesem Grund hielten Washington und seine Leute im Hale-Byrnes House Kriegsrat.
Die Schlacht entwickelte sich jedoch nicht wie geplant, da General Howe mit seiner Armee Richtung Norden ins Chester County zog, wo Washington mit seinen Leuten in die Schlacht von Brandywine geriet.
Die Jakobskirche wurde 1720 errichtet, neben der sich seit 1808 die älteste öffentliche Schule der Region befindet.
Die „Kiamensi Woolen Mills“ am Ufer des Red Clay Creek produzierten während des Unabhängigkeitskrieges Wolldecken für die Armee und waren bis um 1900 in Betrieb.
Im Rahmen der Volkszählung 1990 wurde Stanton noch als census-designated place (CDP) geführt. Seitdem verlor der Ort seine Bedeutung und wird daher nicht mehr gesondert statistisch erfasst.

## Verkehr
In Stanton endete die Überlandstrecke der Interurban Wilmington and Philadelphia Traction Company.
Nördlich der Siedlung führt die von der Baltimore and Ohio Railroad errichtete und heute von der CSX Transportation betriebene Bahnstrecke zwischen Washington und New Jersey vorbei. An dieser Strecke befand sich bis zur Einstellung des Personenverkehrs eine Station.
Südlich der Siedlung befindet sich die von Amtrak betriebene Strecke des Northeast Corridor.

## Bildung
In Stanton gibt es drei Schulen:
- Stanton Middle School
- Central School – ein alternatives Schulsystem
- „James H. Groves Adult Education“, eine Schule für Erwachsenenbildung

## Persönlichkeiten
L. Heisler Ball (* 1861, † 1932), Arzt und Senator, lebte in Stanton.